# Campionati italiani di sci alpino 1989
Ai Campionati italiani di sci alpino 1989 furono assegnati i titoli di slalom gigante e slalom speciale, sia maschili sia femminili, e di discesa libera e supergigante femminili; la discesa libera maschile, il supergigante maschile e le combinate furono annullate.

## Risultati

### Uomini

#### Slalom gigante
| Pos. | Atleta           | Nazione |
| ---- | ---------------- | ------- |
| 1    | Attilio Barcella | Italia  |
| 2    | Josef Polig      | Italia  |
| 3    | Giglio Tomasi    | Italia  |

#### Slalom speciale
| Pos. | Atleta              | Nazione |
| ---- | ------------------- | ------- |
| 1    | Roberto Grigis      | Italia  |
| 2    | Giovanni Moro       | Italia  |
| 3    | Heinz Peter Platter | Italia  |

### Donne

#### Discesa libera
| Pos. | Atleta             | Nazione |
| ---- | ------------------ | ------- |
| 1    | Deborah Compagnoni | Italia  |
| 2    | ?                  | ?       |
| 3    | ?                  | ?       |

#### Supergigante
| Pos. | Atleta             | Nazione |
| ---- | ------------------ | ------- |
| 1    | Deborah Compagnoni | Italia  |
| 2    | Stefania Melotto   | Italia  |
| 3    | Barbara Frizzarin  | Italia  |

#### Slalom gigante
| Pos. | Atleta             | Nazione |
| ---- | ------------------ | ------- |
| 1    | Deborah Compagnoni | Italia  |
| 2    | Cecilia Lucco      | Italia  |
| 3    | Michaela Marzola   | Italia  |

#### Slalom speciale
| Pos. | Atleta             | Nazione |
| ---- | ------------------ | ------- |
| 1    | Deborah Compagnoni | Italia  |
| 2    | Bibiana Perez      | Italia  |
| 3    | Michaela Marzola   | Italia  |